# Trouvère
Trouvèrer (franska, av trouver, egentligen 'finna'; 'dikta') var de nordfranska skalderna under 1100–1300-talen, medan de sydfranska kallades trubadurer.

## Lista över trouvèrer
- Adam de Givenchi
- Adam de la Halle (omkring 1240–1288)
- Adenet Le Roi (omkring 1240–omkring 1300)
- Andrieu Contredit d'Arras (död omkring 1248)
- Aubertin d'Airaines
- Aubin de Sézanne
- Audefroi le Bastart (verksam omkring 1200–1230)
- Baudouin des Auteus
- Benoît de Sainte-Maure
- Blondel de Nesle (verksam omkring 1175–1210)
- Carasaus
- Chastelain de Couci (verksam omkring 1170–1200)
- Chardon de Croisilles
- Chrétien de Troyes (verksam omkring 1160–1180)
- Colart le Boutellier
- Colart le Changeur
- Colin Muset (verksam omkring 1200–1250)
- Conon de Béthune (verksam omkring 1180–1220)
- Coupart
- Dame de Gosnai
- Dame Margot
- Dame Maroie
- Ernoul Caupain
- Ernoul le Vieux
- Étienne de Meaux
- Eustache le Peintre de Reims
- Gace Brulé (omkring 1159–efter 1212)
- Gaidifer d'Avion
- Gautier de Coincy (1177/8–1236)
- Gautier de Dargies (omkring 1170–efter 1236)
- Gautier d'Espinal (död före 1272)
- Gertrud av Dagsburg (1205–1225)
- Gillebert de Berneville (verksam omkring 1255)
- Gilles le Vinier
- Gobin de Reims
- Gontier de Soignies (verksam omkring 1180–1220)
- Guibert Kaukesel
- Guillaume d'Amiens
- Guillaume le Vinier (verksam omkring 1220–1245)
- Guillaume Veau
- Guiot de Dijon (verksam omkring 1200–1230)
- Guiot de Provins
- Henry Amion
- Henri le Débonnaire
- Henri de Lacy (1249–1311)
- Hue de la Ferté
- Hugues de Berzé (verksam omkring 1150–1220)
- Jaque de Dampierre
- Jacques Bretel
- Jacques de Cambrai
- Jacques de Cysoing
- Jacques le Vinier
- Jean Bodel
- Jean Renaut
- Jehan Bretel (omkring 1200–1272)
- Jehan le Cuvelier d'Arras (verksam omkring 1240–1270)
- Jehan Erart (död omkring 1259)
- Jean le Roux
- Jehan de Braine
- Jehan Fremaux
- Jehan de Grieviler
- Jehan de Nuevile
- Jehan de Trie
- Jocelin de Dijon
- Lambert Ferri
- Lorris Acot
- Mahieu de Gant
- Mahieu le Juif
- Moniot d'Arras (verksam omkring 1250–1275)
- Moniot de Paris (verksam omkring 1250–1278)
- Oede de la Couroierie
- Othon de Grandson
- Perrin d'Angicourt (verksam omkring 1245–1250)
- Perrot de Neele
- Philippe de Remy (omkring 1205–omkring 1265)
- Pierre de Corbie
- Pierre de Molins
- Pierrekin de la Coupele
- Raoul de Beauvais
- Raoul de Ferier
- Raoul de Soissons (omkring 1215–1272)
- Richard de Fournival (1201–omkring 1260)
- Richart de Semilli
- Robert de Blois
- Robert de Castel
- Robert de Reims
- Robert de la Piere
- Simon d'Authie
- Sauvage d'Arraz
- Thibaut de Blazon
- Thibaut le Chansonnier (1201–1253)
- Thierri de Soissons
- Thomas de Herier
- Guillaume de Ferrières (känd som Vidame de Chartres)
- Vielart de Corbie
- Walter av Bibbesworth